# Henry Charles Carey

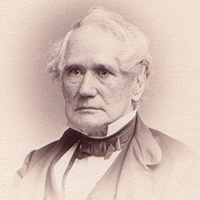
Henry Charles Carey.

Henry Charles Carey (* 15. Dezember 1793 in Philadelphia, Pennsylvania; † 13. Oktober 1879) war ein US-amerikanischer Nationalökonom.
Als Vertreter des Amerikanischen System der Politischen Ökonomie war Carey einer der bekanntesten amerikanischen Wirtschaftswissenschaftler des 19. Jahrhunderts und beeinflusste die damalige Wirtschaftspolitik der USA nachhaltig.

## Leben
Henry Charles war der Sohn des irischen Einwanderers Matthew Carey, der aus politischen Gründen ins Exil gegangen war. In Philadelphia gründete der Vater eine kleine Verlagsbuchhandlung mit angeschlossener Druckerei. Mit 21 Jahren wurde Carey Teilhaber an dieser elterlichen Firma.
1821 übernahm Carey die Leitung des Geschäfts und war mit der Einführung von Verlagsauktionen ("trade sales") maßgeblich am schnell wachsenden Absatz von Büchern in den USA beteiligt. Bereits 1835 konnte sich Carey aus fast allen Geschäften zurückziehen. Sein erwirtschaftetes Vermögen verwendete Carey nur noch, um seinem Interesse, der Nationalökonomie, zu frönen.
Neben seinen schriftstellerischen Arbeiten unternahm Carey fast jährlich Reisen nach Europa, wobei immer Aufenthalte in Großbritannien eingeplant waren. Seine in den verschiedenen Ländern gemachten Beobachtungen und das umfangreiche dort gesammelte Datenmaterial verarbeitete er in seinen Werken.
Dabei gelangte er zu Anschauungen, welche zu denen der englischen Schule der Klassischen Nationalökonomie in schroffem Gegensatz standen, und bekämpfte in seinen Schriften, insbesondere die Doktrinen von Adam Smith, Thomas Robert Malthus, David Ricardo und John Stuart Mill. Ursprünglich ein eifriger Befürworter des Freihandels, wurde Carey ein ebenso eifriger Befürworter von Schutzzöllen und erblickte, wie schon vor ihm Friedrich List, den Freihandel zwar als ein erstrebenswertes Ziel, das zu erreichen aber die Einführung von Schutzzöllen ein geeignetes Mittel bilde.
In seinem Werk Answer to the questions: what constitutes currency? what are the causes of unsteadiness of the currency? and what is the remedy? verteidigte er die Bankfreiheit. 1863 wurde er in die American Academy of Arts and Sciences gewählt. Seit 1833 war er Mitglied der American Philosophical Society.
Im Alter von nahezu 86 Jahren starb Carey am 13. Oktober 1879.
Careys Theorien in Principles of political economy wurden von Frédéric Bastiat in Harmonies économiques weiter entwickelt.

## Schriften
- Essay on the rate of wages. Philadelphia 1835
- Principles of political economy. Philadelphia 1837–1840 (3 Bände)
- The credit system in France, Great Britain and the United States. London 1838
- Answer to the questions: what constitutes currency? what are the causes of unsteadiness of the currency? and what is the remedy? Philadelphia 1844
- The past, the present and the future. Philadelphia 1848
- The harmony of interests. New York 1851
- The Slave Trade, Domestic and Foreign: Why It Exists, and How it may be Extinguished. 1853, 2. Auflage Philadelphia 1856 (Google Books)
- Principles of social science. 3 Bände. Philadelphia 1858–1860 (Hauptwerk, online)
 Autorisierte deutsche Ausgabe: Die Grundlagen der Socialwissenschaft / unter Mitwirkung von H. Huberwald hrsg. von Carl Adler. 3 Bände. Fleischmann, München 1863–1864
- Letters on international copyright. 1853, 2. Auflage 1868
 Deutsch: Briefe über schriftstellerisches Eigenthum. Übersetzt von Carl Adler. Eichhoff, Berlin 1866
- The French and American tariffs compared. Philadelphia 1861
- The way to outdo England without fighting her. Philadelphia 1865
- Review of the decade 1857–1867. Philadelphia 1867
 Deutsch: Wirthschaftspolitische Rückblicke auf die letzten zehn Jahre. München: Fleischmann, 1868
- Contraction or expansion? Repudiation or resumption? Philadelphia 1866
- How protection, increase of public and private revenues, and national independence march hand in hand together. Philadelphia 1869
- Shall we have peace... Letters to the President elect of the United States. Philadelphia 1869
- International copyright question. Philadelphia 1872
- The Unity of law. Philadelphia 1873
- Miscellaneous works. Philadelphia 1869